# Lavinia Fontana
Lavinia Fontana, italijanska manieristična slikarka v Bologni in Rimu, * 24. avgust 1552, Bologna, † 11. avgust 1614, Rim
Najbolj znana je po uspešnem portretiranju, delala pa je tudi v žanrih mitologije in religioznega slikarstva. Izobraževal jo je njen oče Prospero Fontana, ki je bil učitelj na šoli v Bologni. Velja za prvo umetnico v zahodni Evropi, saj se je preživljala z naročili. Njena družina se je zanašala na njeno slikarsko kariero, mož pa je služil kot njen agent in vzgojil njunih enajst otrok. Bila je morda prva umetnica, ki je risala ženske akte, a to je med umetnostnimi zgodovinarji sporno. 

## Življenje
Lavinia Fontana se je rodila v Bologni leta 1552 Prosperu Fontani in Antoniji de' Bonardis. Krščena je bila 24. avgusta 1552 v stolnici sv. Petra. Njena starejša sestra Emilia je umrla leta 1568, ko je imela Lavinia šestnajst let. Prospero je bil takrat ugleden slikar šole v Bologni in je bil njen učitelj. Caroline P. Murphy sumi, da so Prosperja njegove finančne težave nemara spodbudile, da je Lavinijo izučil za slikarko. Ker se je rodila kot hči slikarja, ji je to omogočilo, da se je lahko izobrazila kot slikarka in postala umetnica v času, ko je bilo to za večino žensk nedosegljivo. Fontana se je poročila z Gianom Paolom Zappijem. Namesto da bi ponudila doto, kot bi bilo v tem času splošno sprejeto, je Fontana slikala, da bi zaslužila dohodek.
Njeno najzgodnejše delo Otrok opice je bilo naslikano leta 1575 pri starosti 23 let. Čeprav je to delo danes izgubljeno, je še ena zgodnja slika, Kristus s simboli pasijona, naslikana leta 1576 zdaj v Muzeju umetnosti v El Pasu. Bolonjska družba je na splošno podpirala umetniško kariero Fontanove in zagotavljala priložnosti in povezave, ki ženskam v drugih krajih niso bile na voljo.  Svojo poslovno pot je začela s slikanjem majhnih pobožnih slik na baker, ki so bile priljubljene kot papeška in diplomatska darila, glede na vrednost in lesk kovine. V 1580-ih je bila znana kot portretistka bolonjskih plemkinj, ki so se potegovale za njene storitve. Veliko povpraševanje po portretih, ki jih je naslikala Fontana, se je odražalo v velikih vsotah denarja, ki jih je zaslužila v tem obdobju. Njeni odnosi s strankami so bili pogosto nenavadno topli; več žensk, ki so sedele za portrete, na primer vojvodinja Sore Constanza Sforza Boncompagni, so pozneje služile kot soimenjake ali botre otrokom Fontane. Poleg portretov je kasneje ustvarila obsežne slike z verskimi in mitološkimi temami, ki so včasih vključevale tudi ženske akte. Fontana se je junija 1577 poročila z Gianom Paolom Zappijem (nadomestna črkovanja vključujejo Giovan in Fappi). Par se je preselil v Prosperovo hišo v Bologni, Lavinia pa je profesionalno slikala, dodala je Zappi k svojemu podpisu. Rodila je 11 otrok, čeprav so jo preživeli le trije: Flaminio, Orazio in Prospero. Zappi je skrbel za gospodinjstvo in svoji ženi služil kot agent in slikarski asistent, vključno z barvanjem manjših elementov slik, kot so draperije. Fontana je obiskoval pouk na univerzi v Bologni in je bil leta 1580 uvrščena med mestne Donne addtrinatte (ženske z doktoratom).

### Rimsko obdobje (1603-14)
Fontana se je z družino leta 1603 na povabilo papeža Klemena VIII. preselila v Rim. Pridobila je pokroviteljstvo Buoncompagnija, katerega član je bil papež Gregor XIII. Nato je bila imenovana za portretistko v Ordinariju v Vatikanu. Lavinia je v Rimu uspevala tako kot v Bologni in med njenimi pokrovitelji je bil tudi sam papež Pavel V. Bila je prejemnica številnih priznanj, vključno z bronasto portretno medaljo, ki jo je leta 1611 odlil kipar in arhitekt Felice Antonio Casoni. Po navedbah Jeana Owensa Schaeferja je na hrbtni strani medalje Pittura, alegorična figura, ki predstavlja slikarstvo. Prav tako trdi, da je to prva vizualna izvedba opisa Pitture Cesareja Ripe iz leta 1603.
Bila je izvoljena v Akademijo San Luca v Rimu. Umrla je v mestu Rim 11. avgusta 1614, nato pa je bila pokopana v Santa Maria sopra Minerva.

## Zapuščina
Avtoportret pri virginalu s služabnikom velja za njeno mojstrovino. Naslikala ga je kot zaročno darilo za družino Zappi, kar dokazuje Fontana, ki se je v podpisu opisala kot devica in navedla, da je slikala, medtem ko se je gledala v ogledalu, kot dokaz natančnosti upodobitve. Dokumentiranih je več kot 100 del, danes pa je znanih le 32 podpisanih in datiranih del. Pripisati ji je še 25 del, zaradi česar je to največji opus katere koli umetnice pred letom 1700. Nekateri njeni portreti so bili nekoč napačno pripisani njenemu sodobniku Guidu Reniju.
Umetnostni zgodovinarji vse bolj preučujejo Lavinijine mitološke slike, na katerih so gole figure. Rimski bogovi, kot so Minerva, Mars in Venera, so na teh slikah upodobljeni slečeni v različnih oblikah. Za druge sodobne umetnice, ki na tak način prikazujejo gole figure, je malo ali nič podlage. Rečeno je bilo, da delo Fontanove z mitološkim slikarstvom predstavlja morda prvo sodelovanje umetnice v žanru.
Lavinia je ovekovečena kot tema Portret ženske (1595) Paola Veroneseja. Bila je edina umetnica, ki je bila predstavljena v filmu Considerazioni sulla pittura (Razmisleki o slikanju) Giulia Mancinija. Naturalizem njenih slik je zelo cenjen, lepota slik pa je povezana z njeno lastno fizično privlačnostjo.
Fontanova je vplivala na Alberta de' Rossija in Alessandra Tiarinija. Aurelio Bonelli je morda študiral pri njej.  Bila je zelo uspešna umetnica, ki so ji veliko naročali in je lahko finančno izkoristila svojo umetnost. Je redek primer ženske, ki je lahko v času renesanse dosegla tako visok nivo umetniškega uspeha. Njena natančna pozornost do podrobnosti je pokazala bogastvo portretiranca in prav zaradi tega je bila tako priljubljena med bogatimi.

## Umetnost

### Umetniški vpliv
Lavinin mladostni slog je bil podoben očetovemu. Kot študentka Ludovica Carraccija je postopoma sprejela karačijevski slog z močno kvazi beneško barvitostjo.
Sofonisba Anguissola, Caterina Vigri in Properzia de' Rossi so morda vplivale na umetniško kariero Lavinie Fontana.

#### Protireformacija
Protireformacija in priporočila Tridentinskega koncila za versko umetnost sta opredelila Fontanino obravnavo tem in tem na njenih slikah. Odličen status hčere, žene in matere je bil zaradi današnjih moralnih meril predpogoj za njeno kariero. Povpraševanje po portretih družine in otrok se je povečalo zaradi poudarka Rimskokatoliške cerkve na družinskih vrednotah.

### Slog
Vpliv manierizma je pri Fontani opazen, saj je pozorno spremljala podrobnosti na svojih slikah in pomen materialov, ki obkrožajo temo. Fontanina avtoportreta ustvarjata ravnovesje med predstavitvijo umetnice kot ugledne dame in kot profesionalne umetnice. Ta upodobitev dveh sočasnih vlog je bila običajna za umetnice iz 16. stoletja.

## Polemika

### Golota
Med umetnostnimi zgodovinarji obstaja polemika glede Fontanine upodobitve gole ženske in moške figure na njenih slikah. Liana De Girolami Cheney trdi, da lahko naturalizem figur kaže na to, da je Fontana uporabljala žive gole modele. Caroline P. Murphy trdi, da so deli telesa, čeprav so dobro upodobljeni, nesorazmerni v človeški anatomiji, podobno kot Prosperovi. Poleg tega Murphyjeva poudarja, da je bilo za časa Lavinie družbeno nesprejemljivo, da bi bile ženske izpostavljene goloti; če bi odkrili, da je uporabljala gole modele v živo, bi bil njen ugled okrnjen. Namesto tega predlaga, da je Fontana, enako kot Sofonisba Anguissola, uporabljala model družinskih članov. Poleg tega Linda Nochlin pojasnjuje, da je umetnostna akademija ženskam prepovedala ogled kakršnega koli golega telesa, čeprav je bil to ključni del učenja. 

## Glavna dela
- Avtoportret pri virginalu s služabnico, 1577 - Accademia Nazionale di San Luca, Rim
- Avtoportret s paleto in čopiči, 1579
- Portret plemkinje, c. 1580 - Državni muzej žensk v umetnosti, Washington
- Portret para, 1580–1585 - Clevelandski muzej umetnosti, Cleveland
- Mrtvi Kristus s simboli pasijona, 1581 - Muzej likovne umetnosti Cornell, [10] Winter Park, Florida
- Portret družine Gozzadini, 1584 - Pinacoteca Nazionale, Bologna
- Portret Gerolama Mercuriale, c. 1587–1590 - Muzej umetnosti Walters, Baltimore
- Sveta družina, 1589 - El Escorial, zunaj Madrida
- Portret dame s psom v naročju, c. 1595 - Muzej umetnosti Walters, Baltimore
- Rojstvo Device - Santissima Trinità, Bologna
- Posvečenje Device - Musee des Beaux-Arts, Marseille, prvotno kapela Gnetti, Santa Maria dei Servi, Bologna
- Jezus med zdravniki - del skrivnosti rožnega venca v kapeli rožnega venca v baziliki San Domenico v Bologni
- Minerva se oblači 1613 - Galleria Borghese, Rim
- Mars in Venera, c. 1600-1610 - Fundacion Casa de Alba, Madrid

- Marijino vnebovzetje s svetnikoma Petrom Hrizologom in Kasijanom 1584 – Palazzo Comunale, Imola
- Noli me tangere, 1581 – Uffizi, Florence
- Portret družine Maselli, c. 1565–1614, olje na platnu